# Будинок на вулиці Саксаганського, 26/26
Будинок на вулиці Саксаганського, 26/26 — житловий будинок купця 1-ї гільдії Липи Іцьковича Кеніна на перехресті вулиць Антоновича і Саксаганського в місті Києві.

## Опис
Семиповерховий, цегляний будинок у стилі модерн. З боку вул. Антоновича має цокольний поверх. Перекриття плоскі, дах вальмовий. Складається з двох Г-подібно зчленованих секцій, у центрах яких містяться парадні та чорні сходи, кожні мали свій ліфт. Кутова частина споруди підкреслена вузьким гранчастим еркером з вежею, прикрашеною монограмою власника «К. А. І.» (Л. Кеніна). Композицію формують вертикалі еркерів і ряди балконів з горизонталями рустованого першого поверху, міжповерхового квіткового ліпного поясу й вінцевого карниза та ультрамаринового майолікового фриза. Фасади мають широкі щипці зі скульптурними композиціями на сільську тематику. На фасаді будинку розміщена алегорична композиція "Землеробство", яка збереглася повністю. Ковані стулки брами у проїзді на подвір'я й огорожі балконів та сходів мали спіралеподібний декоративний рисунок у стилі модерн.

## Відомі мешканці
У 1967—96 в квартирі №27 на четвертому поверсі мешкав Шлепаков Арнольд Миколайович (1930—96) — історик, акад. АН УРСР, заслужений діяч науки і техніки України, засновник і директор Інституту соціальних та економічних проблем зарубіжних країн АН УРСР. 

## Галерея

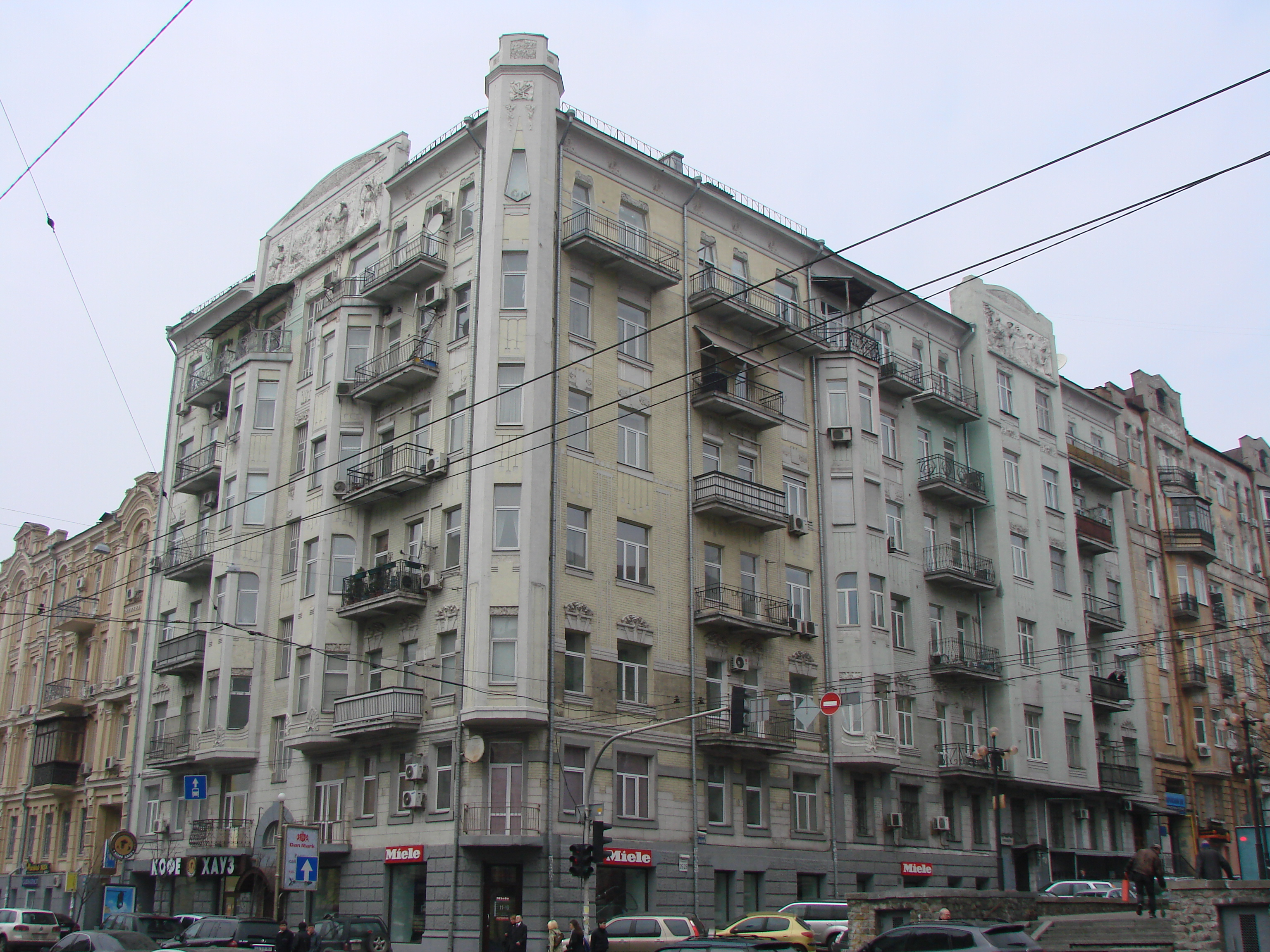
Загальний вигляд
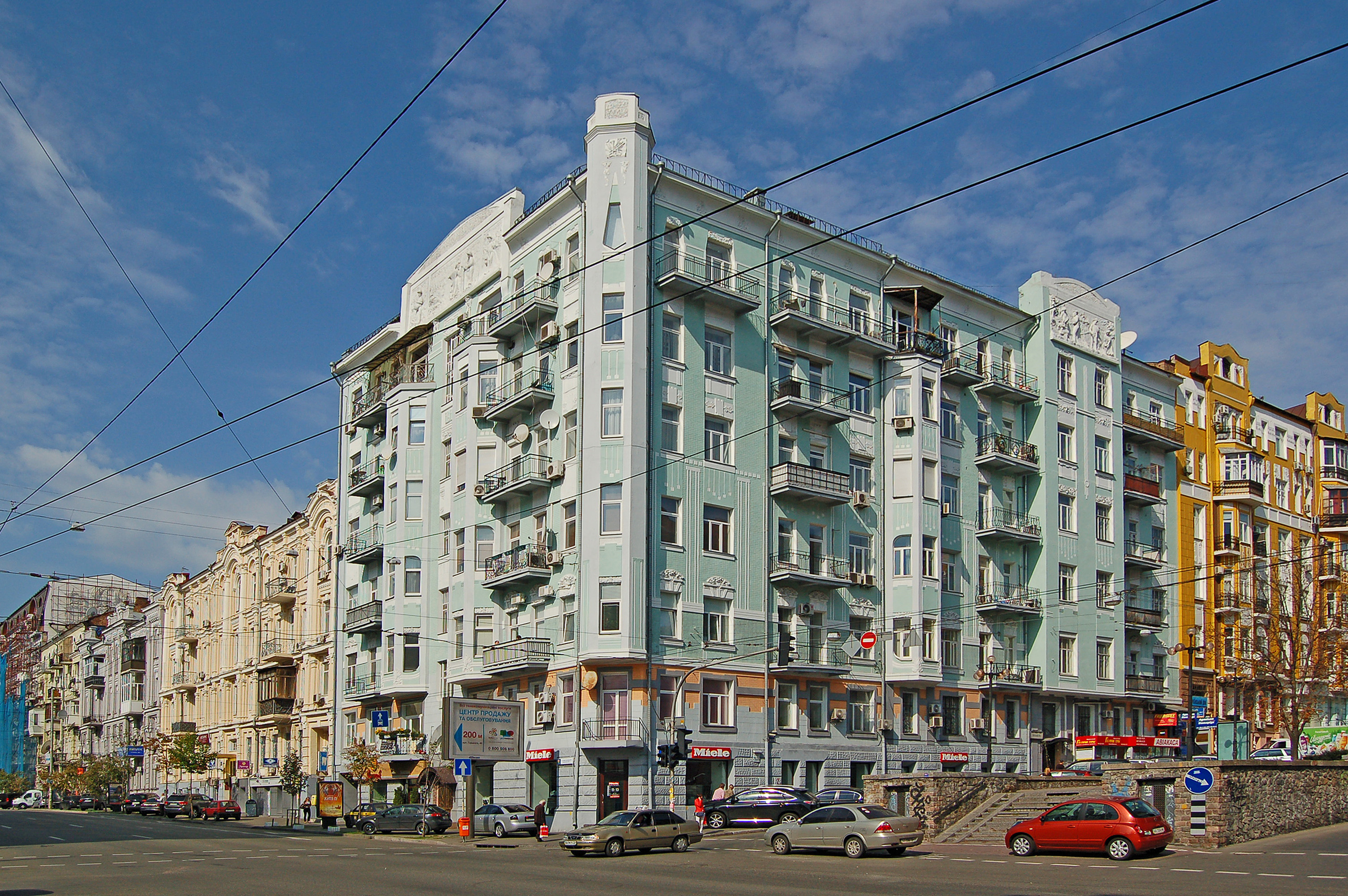
Загальний вигляд
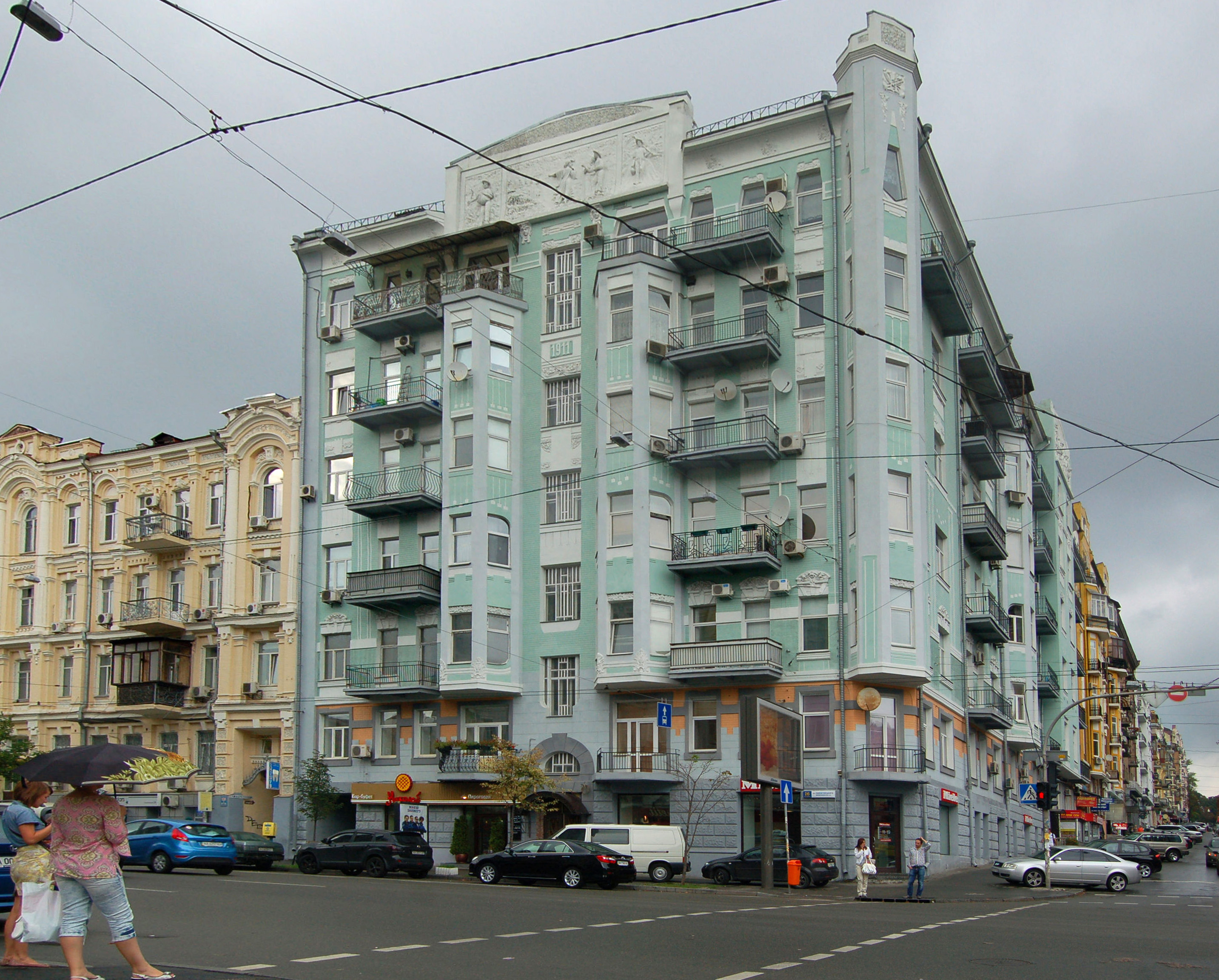
Вигляд з вулиці Саксаганського
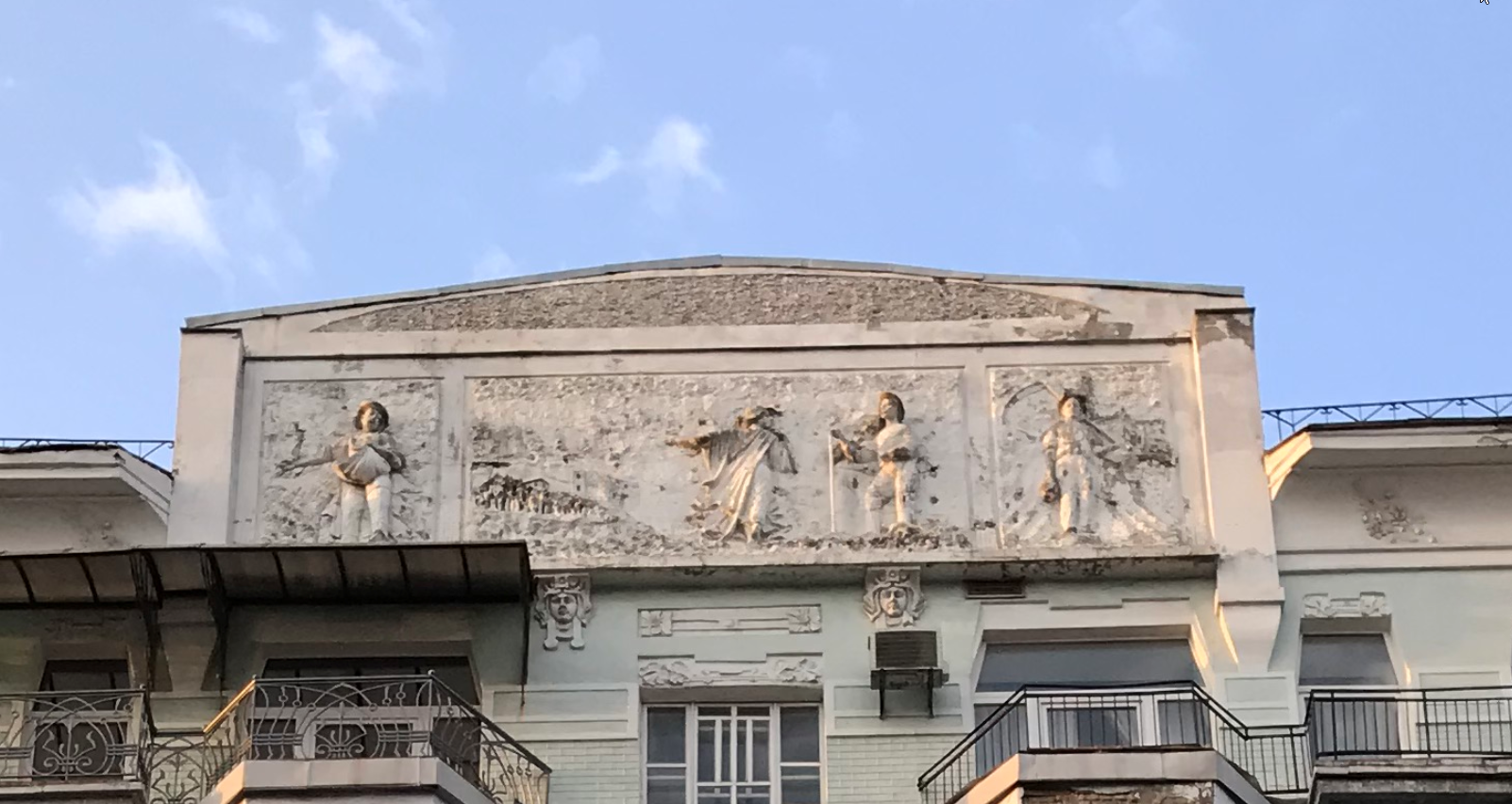
Алегорична композиція "Землеробство"